# 紫蒙県
紫蒙県（しもう-けん）は中華人民共和国遼寧省にかつて存在した県。現在の遼陽市東部に相当する。
遼代に設置され、金代に廃止された。